# Fulguros

Fulguros est une série de bande dessinée française de Fantastique et de science-fiction, créée en 1947 par le dessinateur Brantonne et par le scénariste Claude Ascain. Le scénario est repris par Lortac à partir de 1954.

## Synopsis
Fulguros est un mystérieux super-héros français à la force surhumaine, qui combat les pires criminels du monde entier. Il possède pour cela un étrange laboratoire secret de haute technologie qui lui permet de se recharger en puissance et également de tout voir et entendre du monde extérieur.

## Albums (liste à compléter)
1. Les Robots géants (février 1952)
2. L'Élixir de jeunesse (mars 1952)
3. Le Fils de Radjah (avril 1952)
4. Titre inconnu (mai 1952)
5. Titre inconnu (juin 1952)
6. Titre inconnu (juillet 1952)
7. La Maison mystérieuse [1/2] (novembre 1954)
8. La Maison mystérieuse [2/2] (décembre 1954)
9. L'Ultimatum 1 (janvier 1955)
10. L'Ultimatum 2 (février 1955)
11. Fulguros contre Murdock (mars 1955)
12. La Fin d'un rêve (avril 1955)

## Publication
Fulguros parait dans les revues  Vengeur, Audax de la collection comics poket des éditions Artima.

### Éditeurs
- Artima : 1952-1954 (première édition).
- Les éditions de Francis Valéry proposent l'intégrale (prévue en 7 volumes) des aventures de Fulguros. Elle contient la première aventure Fulguros le Surhomme parue en 1947 dans Pic et Nic, suivie des deux versions du Fils du Radjah respectivement parues en 1952 dans Audax présente et en 1976 dans Vengeur. Collection Strip no 2.